# 西鐵中島站

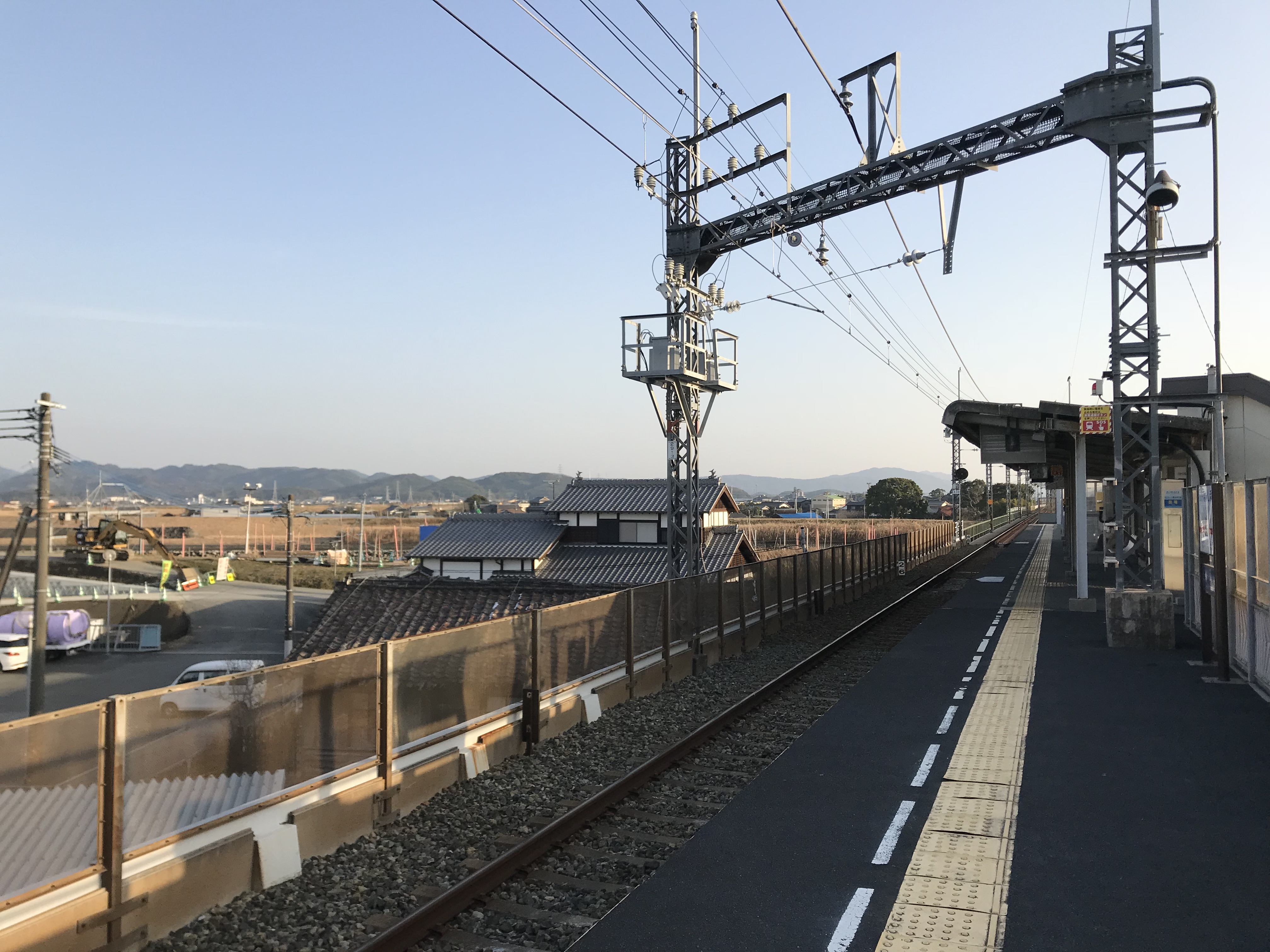
往大牟田方向的月台
(2018年1月)

西鐵中島站（日语：／ Nishitetsu-Nakashima eki */?）是位於福岡縣柳川市大和町中島，西日本鐵道（西鐵）的天神大牟田線車站。車站編號為T42。

## 歷史
- 1938年（昭和13年）10月1日 - 中島站啟用。
- 1942年（昭和17年）9月22日 - 車站改名為西鐵中島站。
- 1990年（平成2年）12月26日 - 車站大樓翻新工程竣工。
- 2008年（平成20年）5月18日 - 此站開始可以使用IC卡nimoca。
- 2014年（平成26年）3月22日 - 變更車站櫃臺營業時間（在此日前，當值時間為首班車至尾班車）。
- 2017年（平成29年）2月1日 - 此站引入車站編號[1]。
- 2021年（令和3年）4月1日 - 隨著引入中央控制行車，整日成為無人車站[2][3]。

## 車站構造
車站是一座高架車站。月台與車站入口之間沒有升降機與扶手電梯。由於車站周邊的住宅比較密集，因此只設有1面1線的單式月台，在福岡一方設有中島信號站。當列車接近時會有自動廣播系統。

## 使用狀況
在2019年度，1日平均上下車人次為861人。
以下為各年度1日平均使用人次列表：
| 年度               | 1日平均 乘車人次 | 1日平均 上下車人次 |
| ------------------ | ---------------- | ------------------ |
| 1999年（平成11年） |                  | 1,540              |
| 2000年（平成12年） |                  | 1,382              |
| 2001年（平成13年） |                  | 1,308              |
| 2002年（平成14年） |                  | 1,249              |
| 2003年（平成15年） |                  | 1,186              |
| 2004年（平成16年） |                  | 1,152              |
| 2005年（平成17年） |                  | 1,120              |
| 2006年（平成18年） |                  | 1,085              |
| 2007年（平成19年） |                  | 1,072              |
| 2008年（平成20年） |                  |                    |
| 2009年（平成21年） |                  |                    |
| 2010年（平成22年） |                  |                    |
| 2011年（平成23年） |                  | 986                |
| 2012年（平成24年） |                  | 959                |
| 2013年（平成25年） |                  | 952                |
| 2014年（平成26年） |                  | 882                |
| 2015年（平成27年） |                  | 882                |
| 2016年（平成28年） |                  | 916                |
| 2017年（平成29年） |                  | 866                |
| 2018年（平成30年） |                  |                    |
| 2019年（令和元年） |                  | 861                |

## 車站周邊
車站位於柳川市南端的矢部川附近。車站南邊設有矢部川橋樑。站前設有福岡縣道83號大和城島線。
現時此站位於天神大牟田線的單線鐵路區間中，在西鐵柳川至開之間區間已經為雙線鐵路保留了用地，但是此站範圍附近未有預留。
- 柳川市立中島小學
- 中島郵局
- 中島商店街
- 中島漁港
- 國道208號（日语：国道208号）
- 福岡縣道83號大和城島線（日语：福岡県道83号大和城島線）
- 有明海沿岸道路（日语：有明海沿岸道路） 大和南交匯處（日语：大和南インターチェンジ） - 大和北交匯處（日语：大和北インターチェンジ）
- 柳川市社區巴士（日语：柳川市コミュニティバス）中島（八劔神社（日语：八剣神社 (柳川市)））巴士站

## 相鄰車站
西日本鐵道
■天神大牟田線
■特急、■急行
通過
■普通
鹽塚（T41）－（中島信號站）－西鐵中島（T42）－江之浦（T43）

## 注腳
1. ↑   (PDF). 西日本鐵道. 2017-01-24  [2017年3月20日]. （原始内容存档 (PDF)于2020-07-28） （日语）.
2. ↑   (PDF) (新闻稿). 西日本鉄道広報部. 2021-03-19  [2021-03-19]. （原始内容存档 (PDF)于2021-03-19） （日语）.
3. ↑   (PDF) (新闻稿). 西日本鉄道広報部. 2020-08-28  [2020-08-28]. （原始内容存档 (PDF)于2020-08-28） （日语）.
4. 1 2  . 西日本鉄道株式会社.   [2021-01-14]. （原始内容存档于2021-01-29） （日语）.
5. ↑  柳川市統計情報 （页面存档备份，存于）（日語）　2020年10月15日參閲

## 外部連結
- 西鐵中島站（西鐵沿線web） （页面存档备份，存于）（日語）